# Olena Petrova
Olena Yurivna Petrova –en ucraniano, Олена Юріївна Петрова– (Moscú, 24 de septiembre de 1972) es una deportista ucraniana que compitió en biatlón.
Participó en cuatro Juegos Olímpicos de Invierno, entre los años 1994 y 2006, obteniendo una medalla de plata en Nagano 1998, en la prueba individual. Ganó diez medallas en el Campeonato Mundial de Biatlón entre los años 1996 y 2004, y cinco medallas en el Campeonato Europeo de Biatlón entre los años 1994 y 2007.

## Palmarés internacional
| Juegos Olímpicos   | Juegos Olímpicos        | Juegos Olímpicos  | Juegos Olímpicos |
| Año                | Lugar                   | Medalla           | Prueba           |
| ------------------ | ----------------------- | ----------------- | ---------------- |
| 1998               | Nagano (Japón)          | Medalla de plata  | Individual       |
| Campeonato Mundial |                         |                   |                  |
| Año                | Lugar                   | Medalla           | Prueba           |
| 1996               | Ruhpolding (Alemania)   | Medalla de plata  | Equipo           |
| 1996               | Ruhpolding (Alemania)   | Medalla de bronce | Individual       |
| 1996               | Ruhpolding (Alemania)   | Medalla de bronce | Relevos          |
| 1997               | Osrblie (Eslovaquia)    | Medalla de bronce | Equipo           |
| 1999               | Kontiolahti (Finlandia) | Medalla de plata  | Salida en grupo  |
| 2000               | Oslo (Noruega)          | Medalla de bronce | Relevos          |
| 2001               | Pokljuka (Eslovenia)    | Medalla de bronce | Relevos          |
| 2003               | Janty-Mansisk (Rusia)   | Medalla de plata  | Velocidad        |
| 2003               | Janty-Mansisk (Rusia)   | Medalla de plata  | Relevos          |
| 2004               | Oberhof (Alemania)      | Medalla de bronce | Individual       |
| Campeonato Europeo |                         |                   |                  |
| Año                | Lugar                   | Medalla           | Prueba           |
| 1994               | Kontiolahti (Finlandia) | Medalla de bronce | Relevos          |
| 2003               | Forni Avoltri (Italia)  | Medalla de plata  | Individual       |
| 2004               | Minsk (Bielorrusia)     | Medalla de oro    | Persecución      |
| 2004               | Minsk (Bielorrusia)     | Medalla de plata  | Velocidad        |
| 2007               | Bansko (Bulgaria)       | Medalla de bronce | Relevos          |